# 宮前警察署
宮前警察署（みやまえけいさつしょ）は、神奈川県警察が管轄する警察署の一つである。
川崎市警察部隷下、第三方面に属する中規模警察署であり、署長は警視。識別章所属表示はSF。
管轄区域は閑静な住宅街が多い一方で、交通の要所であることから交通事案が比較的多い。人口およそ23万人の川崎市宮前区全域の治安を担っている。
署内には神奈川県警察機動捜査隊の宮前分駐所があるほか、管轄区域内には神奈川県警察高速道路交通警察隊の本隊が所在する。

## 所在地
- 川崎市宮前区宮前平2丁目19番地11
  - 最寄駅：東急田園都市線 宮前平駅

※ 鉄道：東急田園都市線 宮前平駅から徒歩約10分
※ 自動車：東名川崎IC出口右折、土橋左折後、宮前区役所前右折。区役所の次に左手に見える（約10分）。

## 管轄区域
- 川崎市宮前区
  - 管轄面積：18.60km2

## 沿革
- 1986年（昭和61年）4月1日：高津警察署の管轄区域を分割し、神奈川県48番目の警察署として開設。

## 組織
- 署長（警視）
- 副署長（警視）
- 警務課 - 警務係、住民相談係、管理係
- 会計課 - 会計係
- 生活安全課 - 防犯少年係、経済保安係
- 地域課（警ら用無線自動車3台、小型警ら車3台） - 地域企画係、地域第一係、地域第二係、地域第三係
- 刑事課 - 刑事総務係、強行犯係、盗犯係、鑑識係、知能組織犯罪対策策係
- 交通課 - 交通総務係、交通捜査係、交通指導係
- 警備課 - 警備係

（7課体制）
※「神奈川県警察の組織に関する規則（昭和44年神奈川県公安委員会規則第2号）」を参考にした。

## 交番
- 馬絹交番　宮前区馬絹1588番地7
- 鷺沼駅前交番　宮前区小台1丁目19番地5
- 蔵敷交番　宮前区菅生4丁目1番2号
- 神木交番　宮前区神木本町2丁目3番8号
- 宮前平駅前交番　宮前区宮前平1丁目11番地2
- 野川交番　宮前区野川1098番地1
- 有馬交番　宮前区有馬7丁目3番2号

## 連絡所
- 宮前平連絡所　宮前区けやき平1番16号
- 土橋連絡所　宮前区土橋1丁目15番地

## 自動車ナンバー自動読取装置
- 宮前区有馬4丁目（国道246号）
- 宮前区神木本町1丁目（一般市道）
- 宮前区野川（一般市道）